# Џими Гривс
Џејмс Питер Гривс (енгл. James Peter Greaves; Манор Парк, 20. фебруар 1940 — Данбери, 19. септембар 2021) био је енглески фудбалер који је играо на позицији нападача.
Један је од најбољих стрелаца репрезентације Енглеске и најбољи стрелац Тотенхем хотспера и Енглеске лиге. Поред Тотенхема, у Лондону је био запажен и као играч Челсија и Вест Хем јунајтеда, а наступао је и за Милан. Био је у саставу Енглеске на СП 1966. која је тада освојила злато.

## Трофеји

### Клупски
Милан
- Серија А: 1961/62.

Тотенхем хотспер
- ФА куп: 1961/62, 1966/67.
- ФА Черити шилд: 1962, 1967.
- Куп победника купова: 1962/63.

### Репрезентативни
Енглеска
- Светско првенство: 1966.